# Torrent de Can Bori
El Torrent de Can Bori, és un torrent que discorre pel terme municipal de Bigues i Riells, al Vallès Oriental, en el territori del poble de Bigues.
Es forma a migdia de Can Xesc per la unió del torrent de Bonfadrí i d'un altre torrent que davalla de Can Xesc, just a migdia dels Camps de Can Xesc. Des d'aquell lloc, s'adreça cap al sud-oest, deixa a la dreta el Bosc de Can Canals i a l'esquerra la masia de Can Bori, fins que arriba al nord de la Font de la Guilla es transforma en el torrent de la Font de la Guilla, a ponent de Can Prat de la Riba i al nord-oest de Can Mas de Baix.